# قوانین جذابیت
قوانین جذابیت (به انگلیسی: Laws of Attraction) فیلمی در ژانر کمدی رمانتیک محصول سال ۲۰۰۴ به کارگردانی پیتر هاویت است. فیلم‌نامه این کار را رابرت هارلینگ و الین برش مک‌کنا بر اساس داستانی از مک‌کنا نوشته‌اند. در این فیلم بازیگرانی همچون پیرس برازنان، جولیان مور، پارکر پوزی، مایکل شین، فرانسیس فیشر، نورا دان، آلن هوستون و سارا گیلبرت ایفای نقش کرده‌اند.

## خلاصه داستان
دانیل رافرتی (پیرس برازنان) و آدری وودز (جولیان مور) دو وکیل معروف شهر نیویورک هستند که هردو در زمینه طلاق کار می‌کنند و باهم رقیب هستند. در یک پرونده تورنه جمیسون (مایکل شین) که یک خواننده راک است و همسرش سرنا (پارکر پوزی) برای طلاق به آنها مراجعه می‌کنند.
دانیل وکیل سرنا می‌شود و آدری وکالت توماس را بر عهده می‌گیرد. آنها هردو در هنگام طلاق می‌خواهند مالک قلعه‌ای در ایرلند باشند پس دو وکیل برای بررسی شرایط به ایرلند می‌روند. همزمان در شهر یک جشن برای عاشقان برگزار می‌شود. دانیل و آدری در این جشن شرکت می‌کنند و صبح روز بعد متوجه می‌شوند که شب گذشته هنگامی که مست بوده‌اند باهم ازدواج کرده‌اند.
آنها تصمیم می‌گیرند تا بعد از رسیدن به نیویورک از هم طلاق بگیرند ولی به این سرعت نمی‌توانند. بعد از جلسه دادگاه متوجه می‌شوند که موکلان آنها به ایرلند رفته‌اند. در پایان آنها به دنبال موکل‌هایشان به ایرلند می‌روند و می‌بینند آنها باهم آشتی کرده‌اند و بعد متوجه می‌شوند که کسی که آنها را عقد کرده‌است، کشیش نبوده و ازدواج آنها رسمیت نداشته ولی آنها که حالا به هم دل بسته‌اند، تصمیم می‌گیرند تا واقعاً باهم ازدواج کنند و در نیویورک رسماً ازدواج می‌کنند.

## بازیگران
- پیرس برازنان در نقش دانیل رافرتی
- جولیان مور در نقش آدری وودز
- پارکر پوزی در نقش سرنا جمیسون
- مایکل شین در نقش تورنه جمیسون
- فرانسیس فیشر در نقش سارا وودز
- نورا دان در نقش قاضی آبرامویتز
- آلن هوستون در نقش آدامو شاندلو